# Francis Wodié
Francis Romain Wodié, né le 25 février 1936 à Abidjan (AOF) et mort le 3 juillet 2023 à (87 ans) dans la même ville, est un homme politique ivoirien,,

## Biographie
Francis Romain Wodié, militant au sein de la Fédération des étudiants d'Afrique noire en France (FEANF) avec Djéni Kobina, étudie le droit. En 1961, il est arrêté et expulsé de la France vers la Côte d'Ivoire, où il est harcelé par le régime de Félix Houphouët-Boigny pour ses activités jugées « subversives » du fait de son engagement dans le syndicalisme. En 1962, il est emprisonné. Il commence à enseigner le droit en 1966, avant d'être une nouvelle fois arrêté un an plus tard.
Dans les années 1970, il fonde un des Syndicats qui deviendra l'un des plus puissants du pays, le Syndicat national de la recherche et de l'enseignement supérieur (SYNARES). En 1973, il choisit de s'exiler en Algérie. Alors qu'il est agrégé de droit en France, il revient à Abidjan et devient le doyen de la faculté de droit. Membre fondateur de la Ligue ivoirienne des droits de l'homme (LIDHO), il est président de la section ivoirienne d'Amnesty International de 1985 à 1989.
En 1990, le multipartisme étant autorisé, Francis Romain Wodié en profite pour créer le Parti ivoirien des travailleurs (PIT), petit parti d'opposition marqué à gauche. Il est élu la même année député de Cocody, mais est le seul parlementaire de son parti. Il est candidat du PIT à l'élection présidentielle de 1995 contre Henri Konan Bédié. Alors que les autres partis de l'opposition préfèrent boycotter l'élection, il recueille 3,56 % des voix. La même année, il perd son siège de député : le PIT n'est donc plus représenté à l'assemblée.
Il est ministre de l'Enseignement supérieur de 1998 à 1999, dans le gouvernement de Daniel Kablan Duncan. Il se présente à l'élection présidentielle de 2000 (5,70 % des voix) et à nouveau en 2010 (0,29 %).
Le 25 juillet 2011, il est nommé président du Conseil constitutionnel de Côte d'Ivoire par Alassane Ouattara, en remplacement de Paul Yao N'Dré.
Il démissionne de cette fonction le 3 février 2015 et est remplacé par Mamadou Koné,.
Francis Wodié décède des suites d'une longue maladie le 3 juillet 2023 à Abidjan,.